# Parc animalier de Merlet
 (décembre 2024).
Pour les articles homonymes, voir Merlet.
Le parc animalier de Merlet est un parc zoologique de France situé dans la vallée de Chamonix, en Haute-Savoie. Du fait de sa situation, il est spécialisé dans la faune des Alpes.

## Description

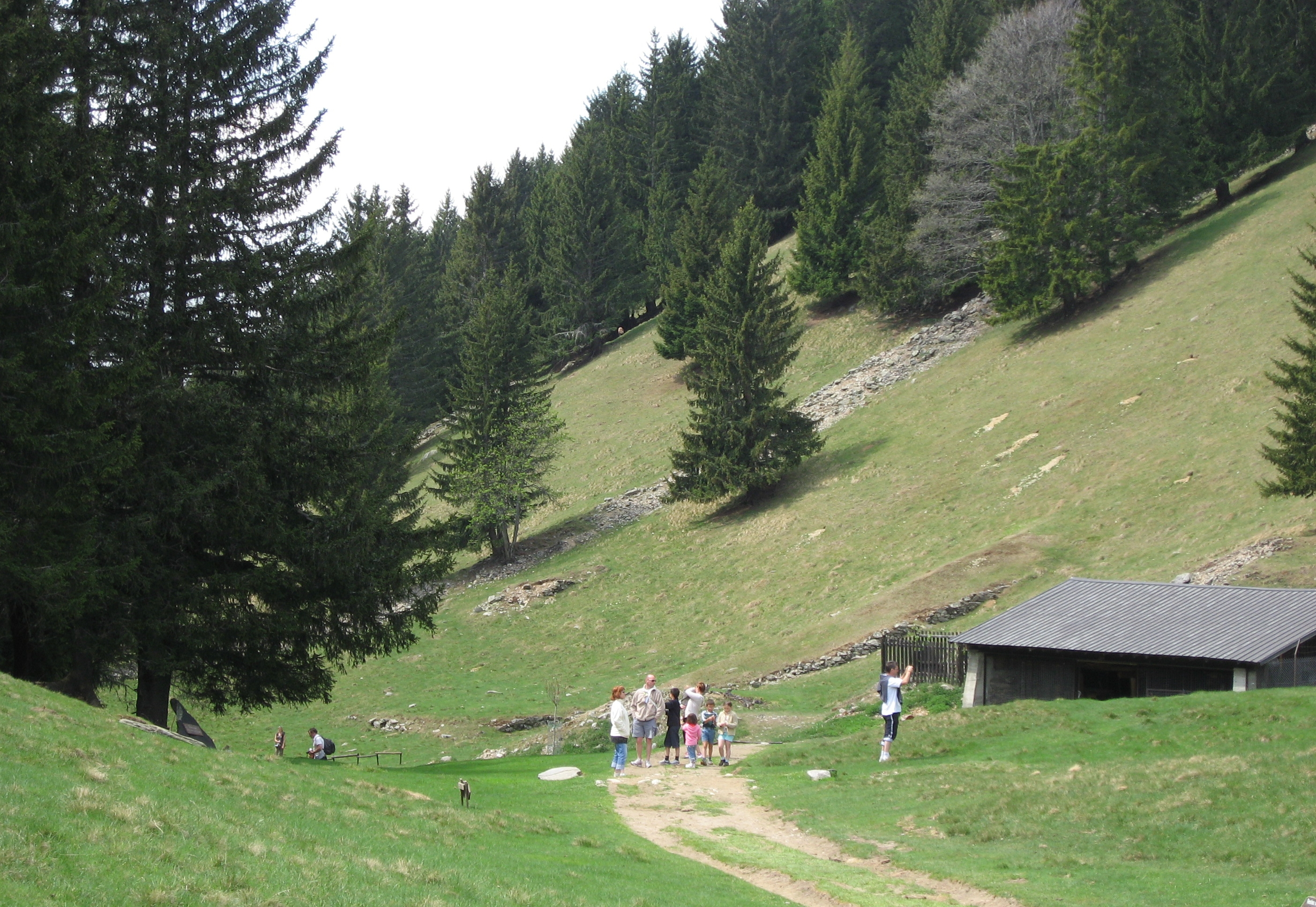
Visiteurs dans le parc.

Sur 21 hectares de superficie, le parc occupe le site d'un ancien hameau d'alpage à 1 550 mètres d'altitude, au-dessus des Houches au sud et de Chamonix-Mont-Blanc au nord-est, sur l'adret de la pointe de Lapaz et des aiguillettes du Brévent et des Houches, dans les aiguilles Rouges,. Le site est accessible en voiture ou en navette depuis les Houches mais aussi à pied, notamment par un sentier de randonnée qui passe au pied de la statue du Christ-Roi,,,.
On y rencontre 80 à 100 animaux de 8 espèces de grands mammifères : bouquetin, chamois, mouflon, daim, cerf sika, marmotte et lama,,. Ces animaux circulent en semi-liberté dans le parc et peuvent être approchés facilement ; cependant, il est demandé aux visiteurs de rester sur les sentiers et de garder une distance de quelques mètres mètres avec les animaux afin de veiller à leur tranquillité.
Des animations et expositions sont organisées tout au long de la période d'ouverture de mai à septembre,. En hiver, des sorties en raquettes permettent de rejoindre le parc et d'observer les animaux et la montagne,.
Au centre du parc se trouve une piste d'aviation, l'altiport Philippe-Cachat,.

## Histoire
Merlet est un hameau de montagne habité à l'année jusque dans les années 1900 lorsque sa population déménage dans la vallée ; le site n'est alors plus qu'un alpage.
Le parc est créé en 1967-1968 par le Chamoniard Philippe Cachat et sa mascotte de l'époque, Bambi, un chamois apprivoisé,. En décembre 2023, le bouquetin François, mascotte du parc depuis douze ans et connu sur les réseaux sociaux, meurt de vieillesse.

## Galerie

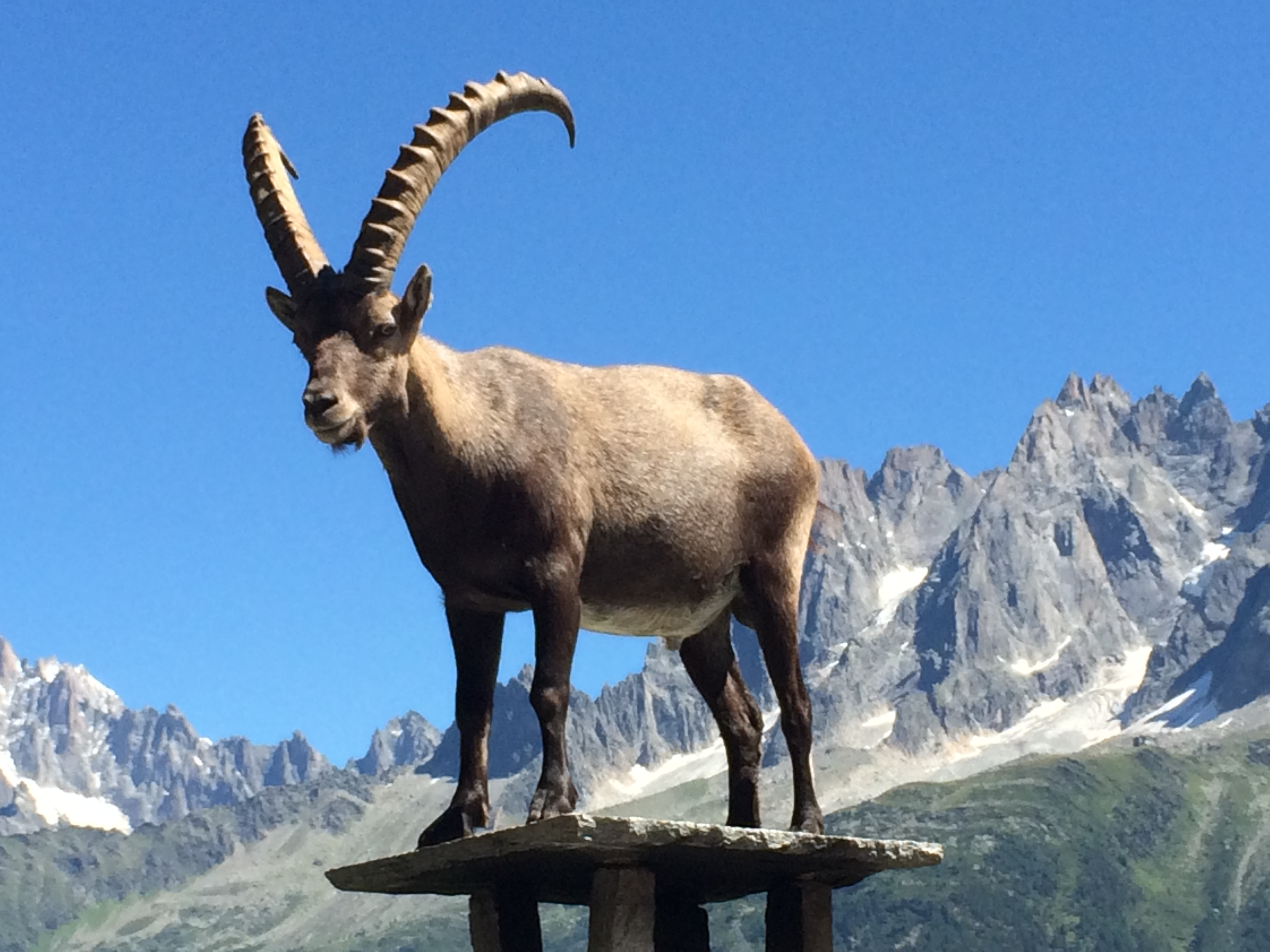
Bouquetin sur le toit d'un bâtiment
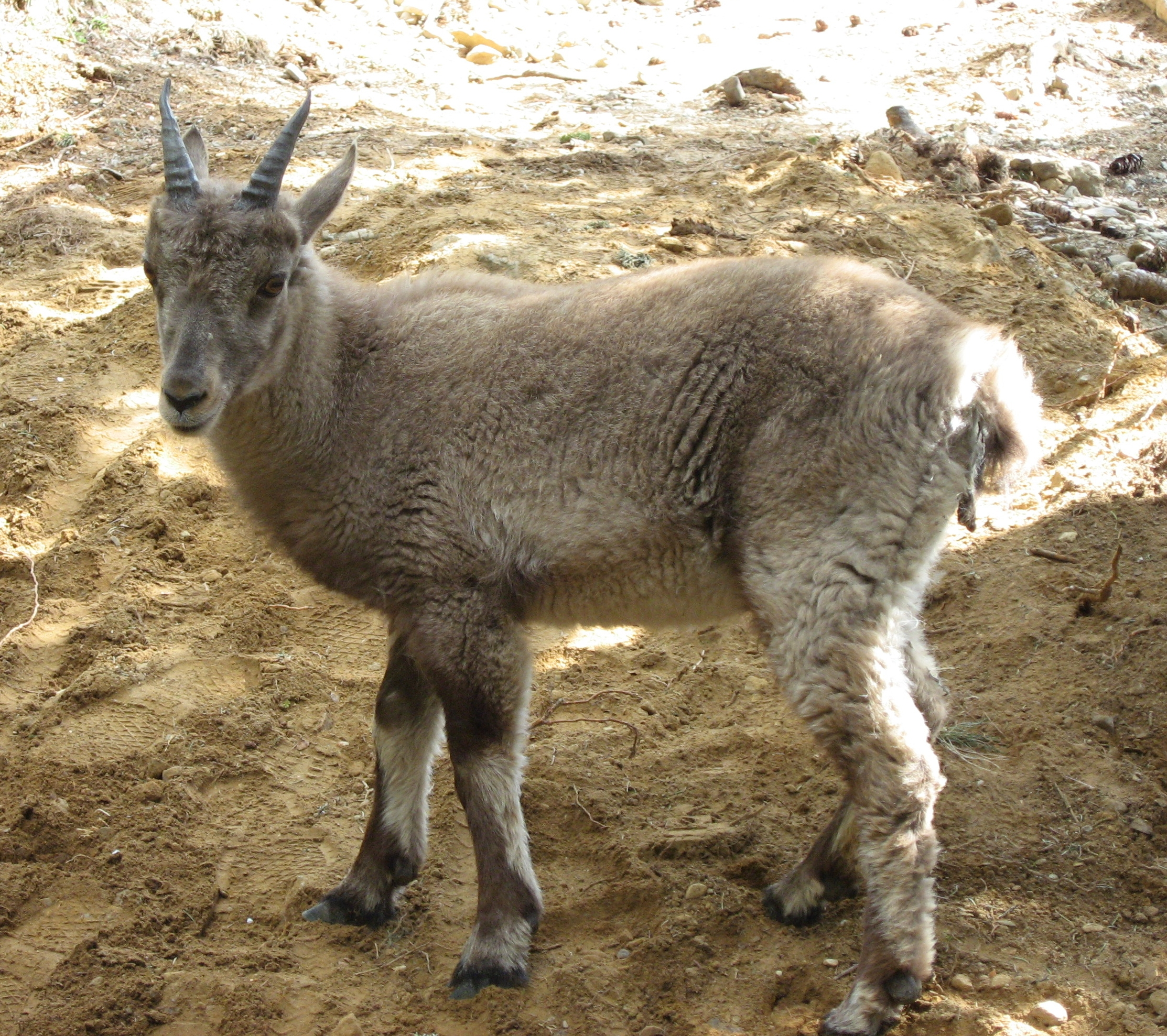
Obelix un jeune bouquetin (Capra ibex)
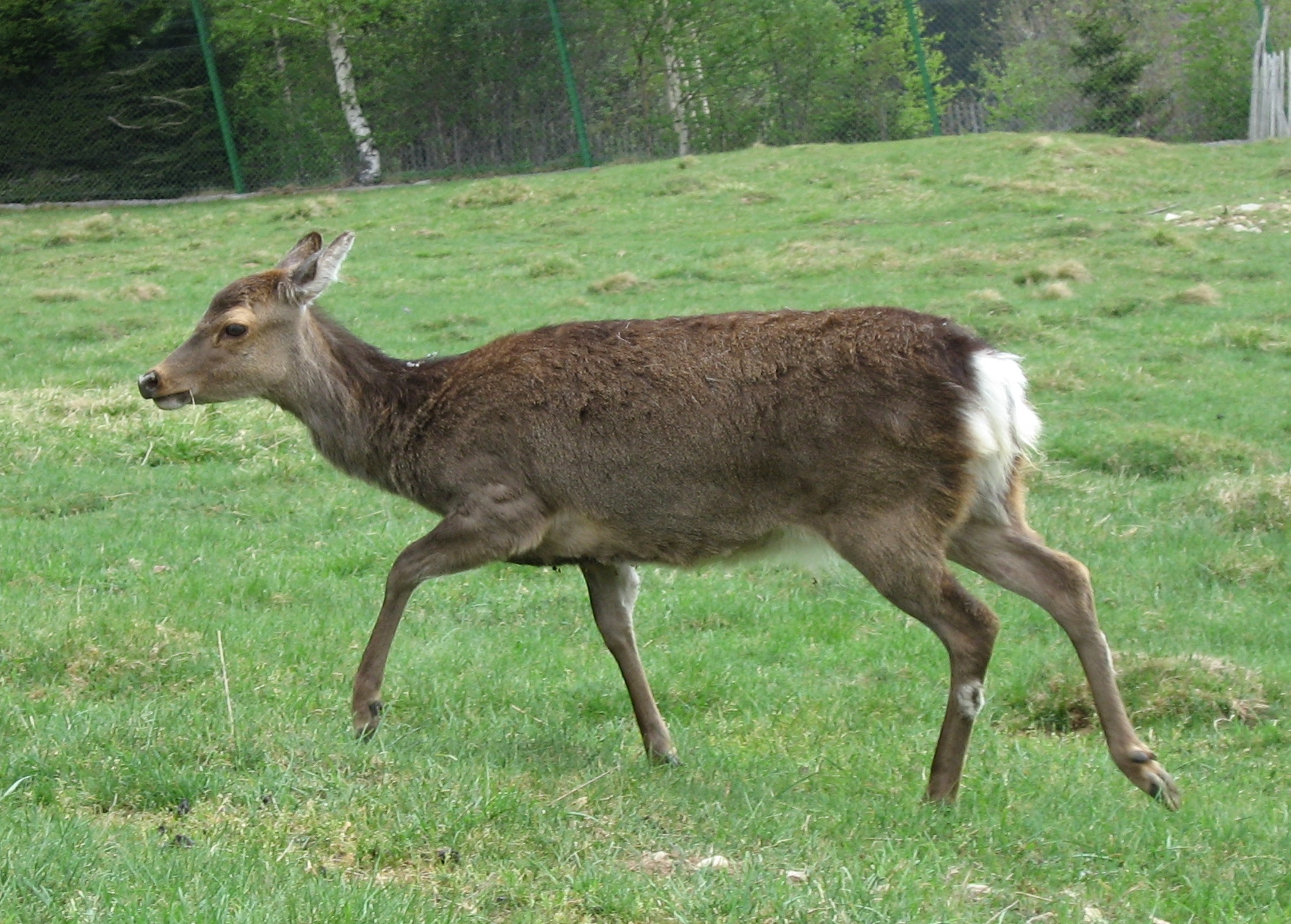
Jeune Cerf sika (Cervus nippon)
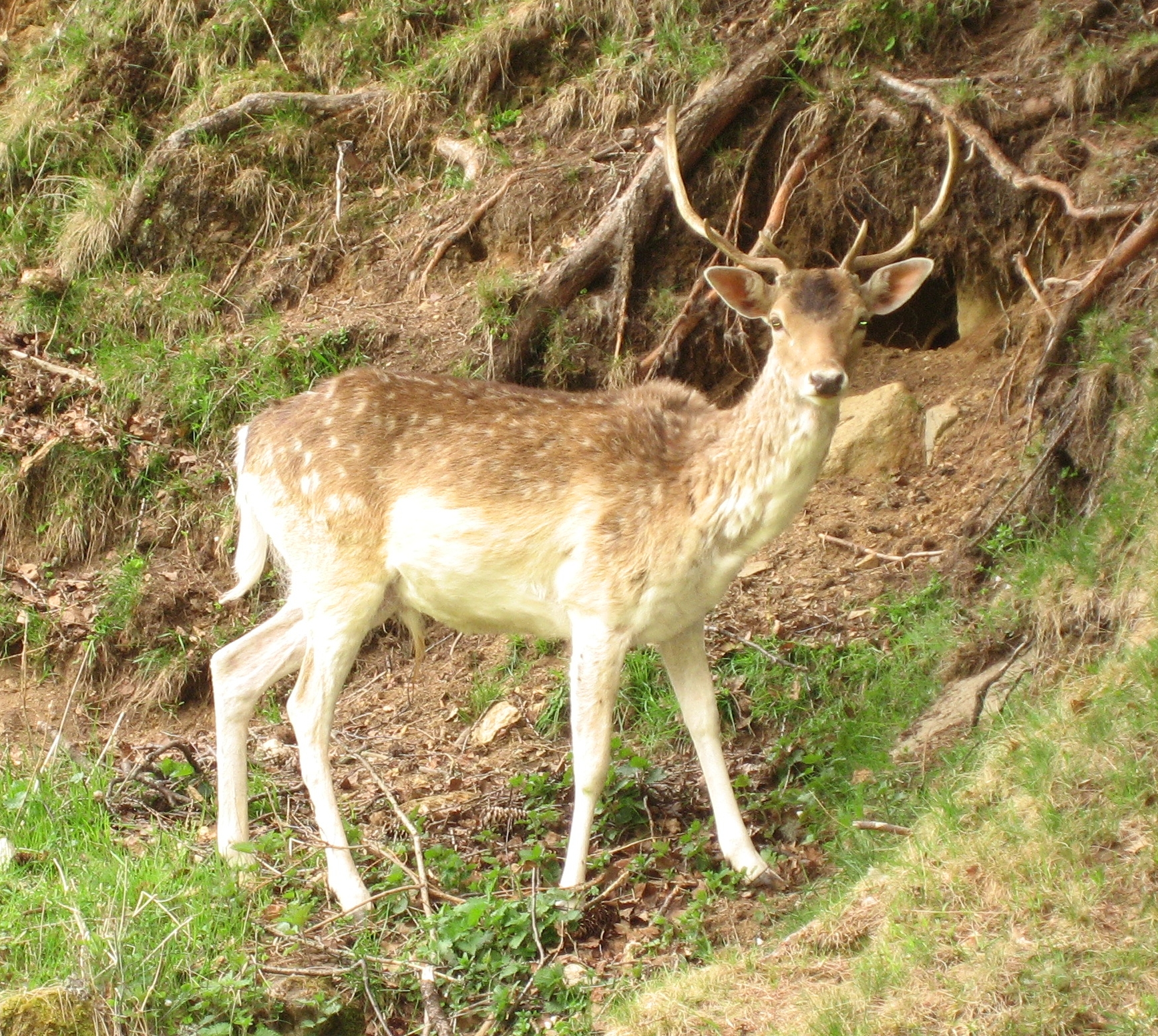
Daim (Dama dama)
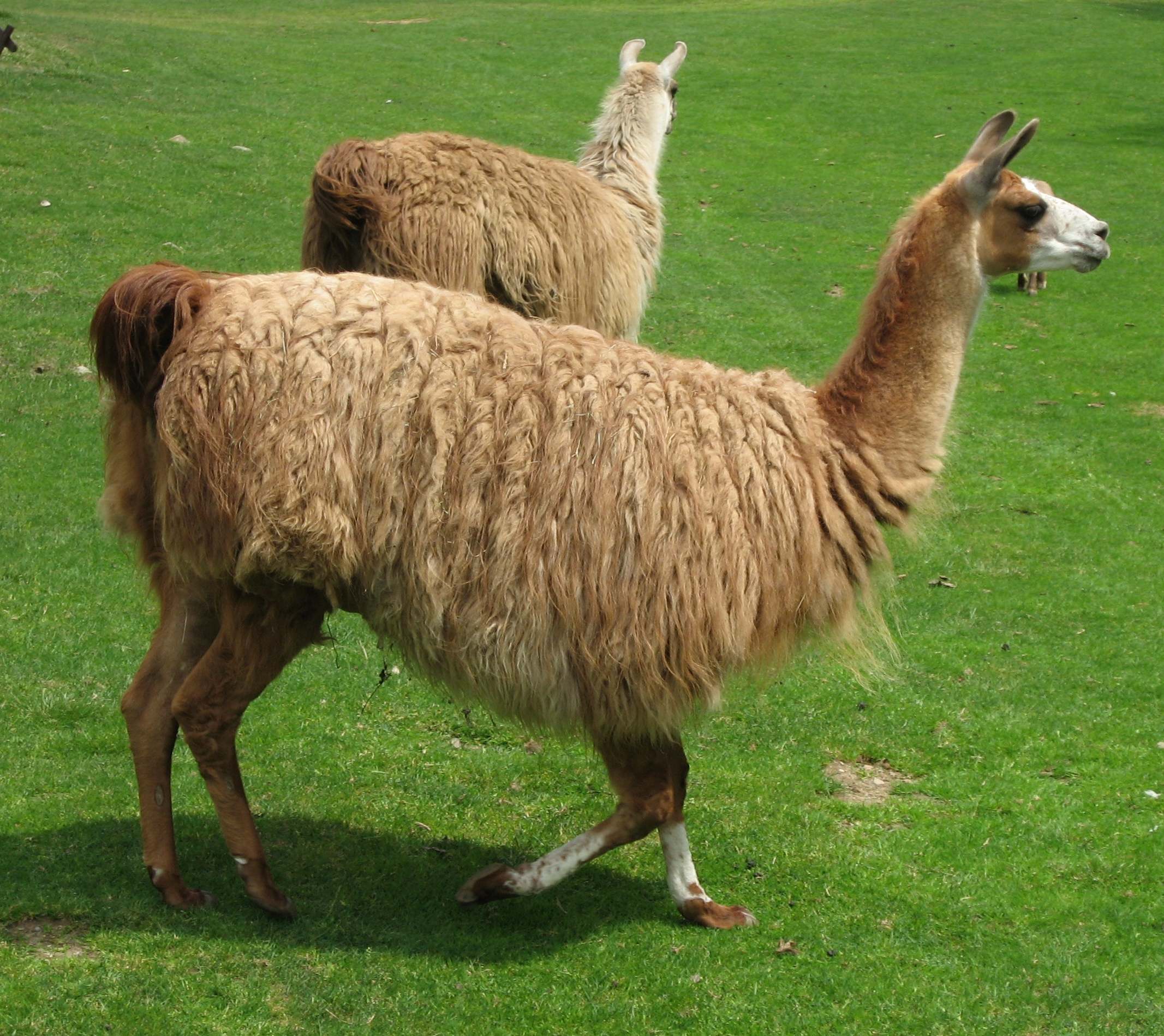
Lama (Lama glama)
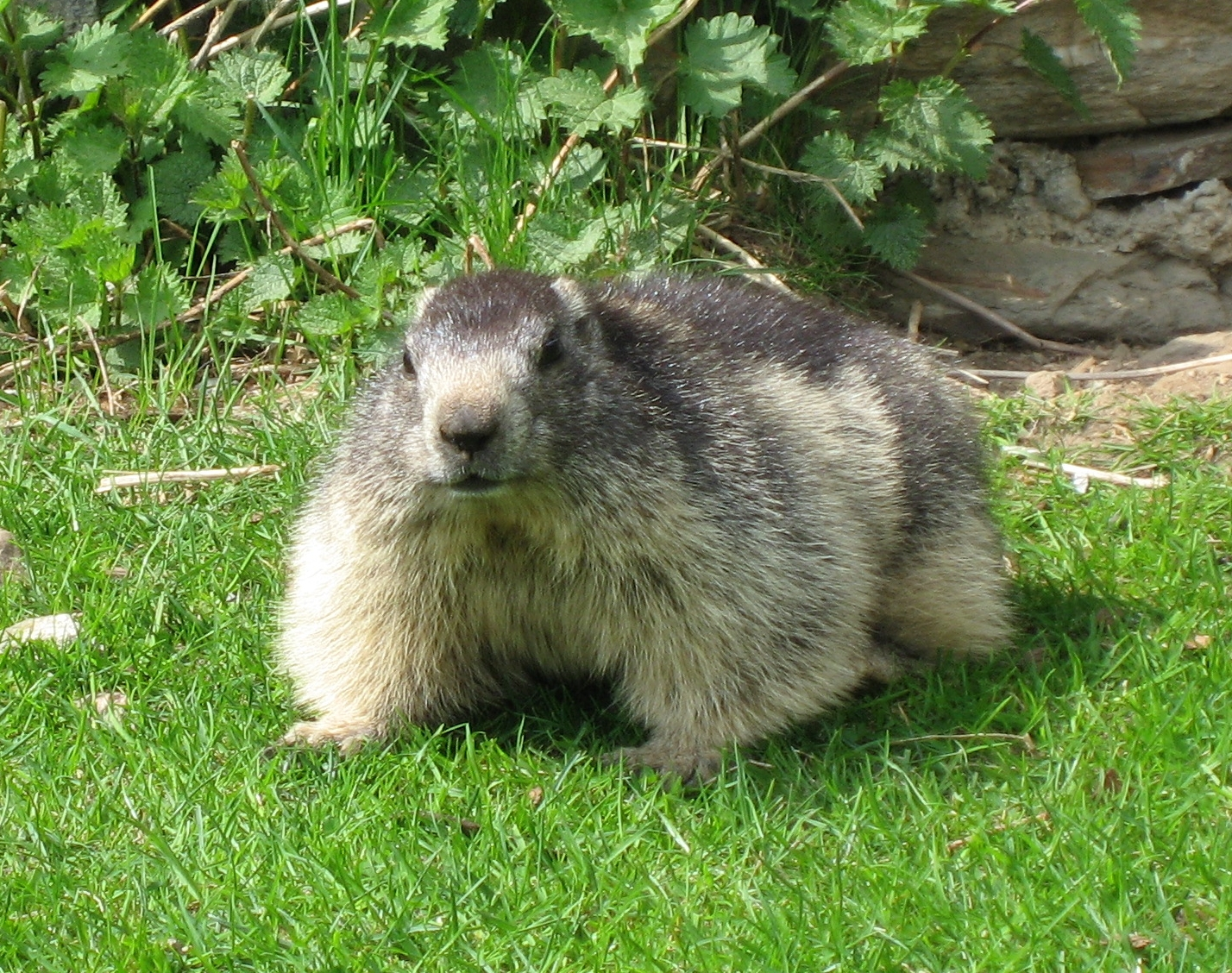
Marmotte (Marmota marmota)
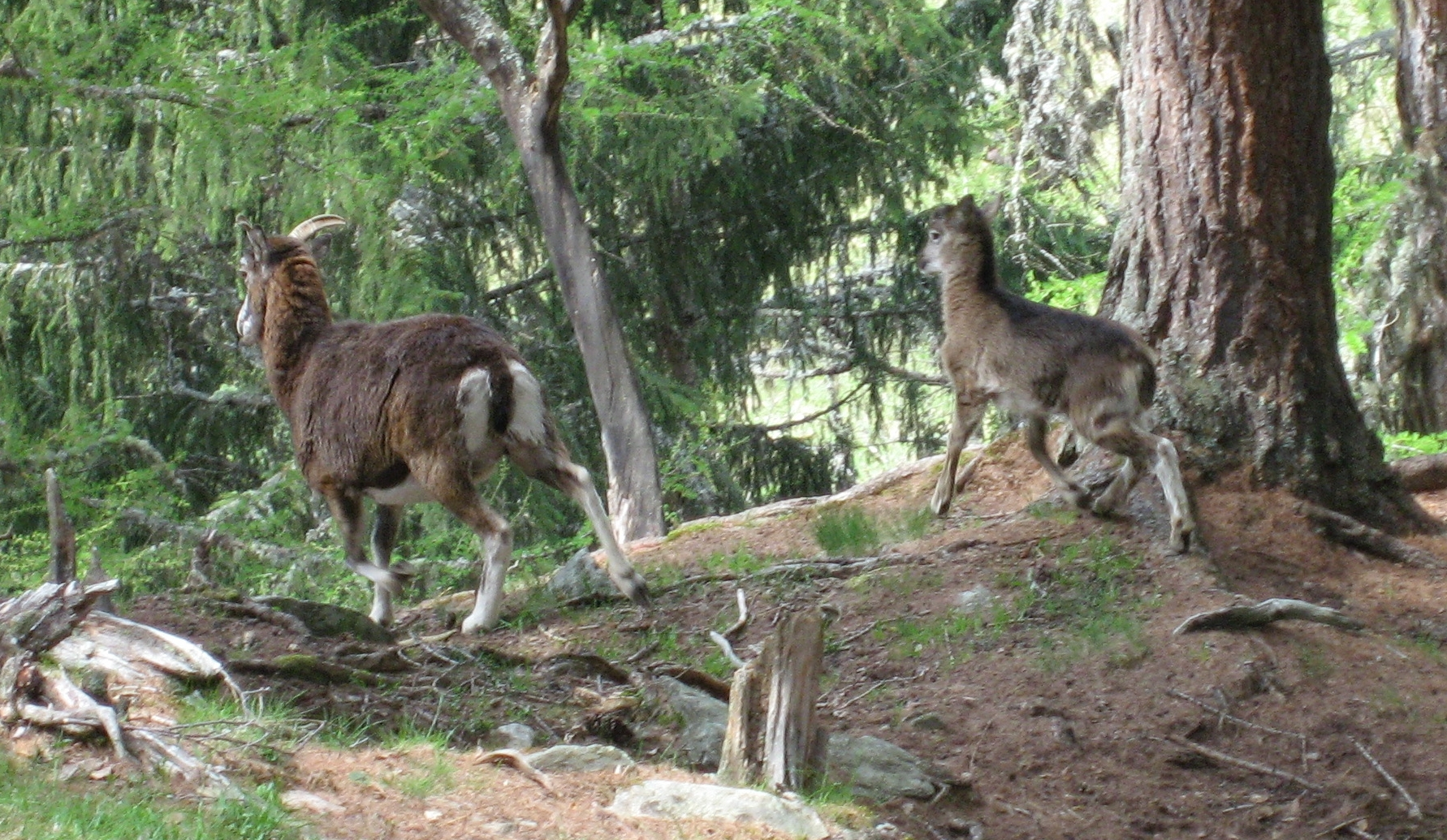
Mouflon (Ovis ammon)
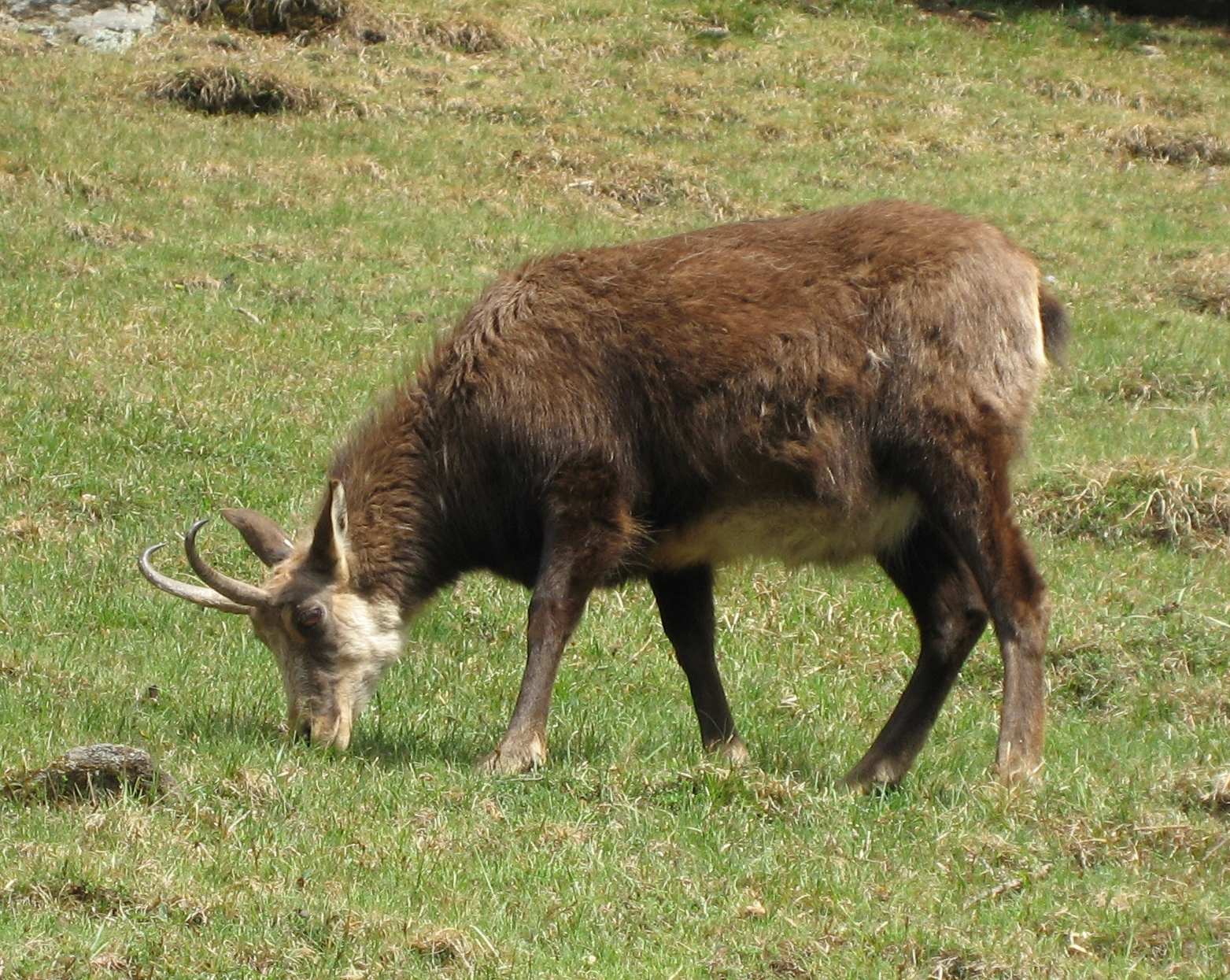
Chamois (Rupicapra rupicapra)
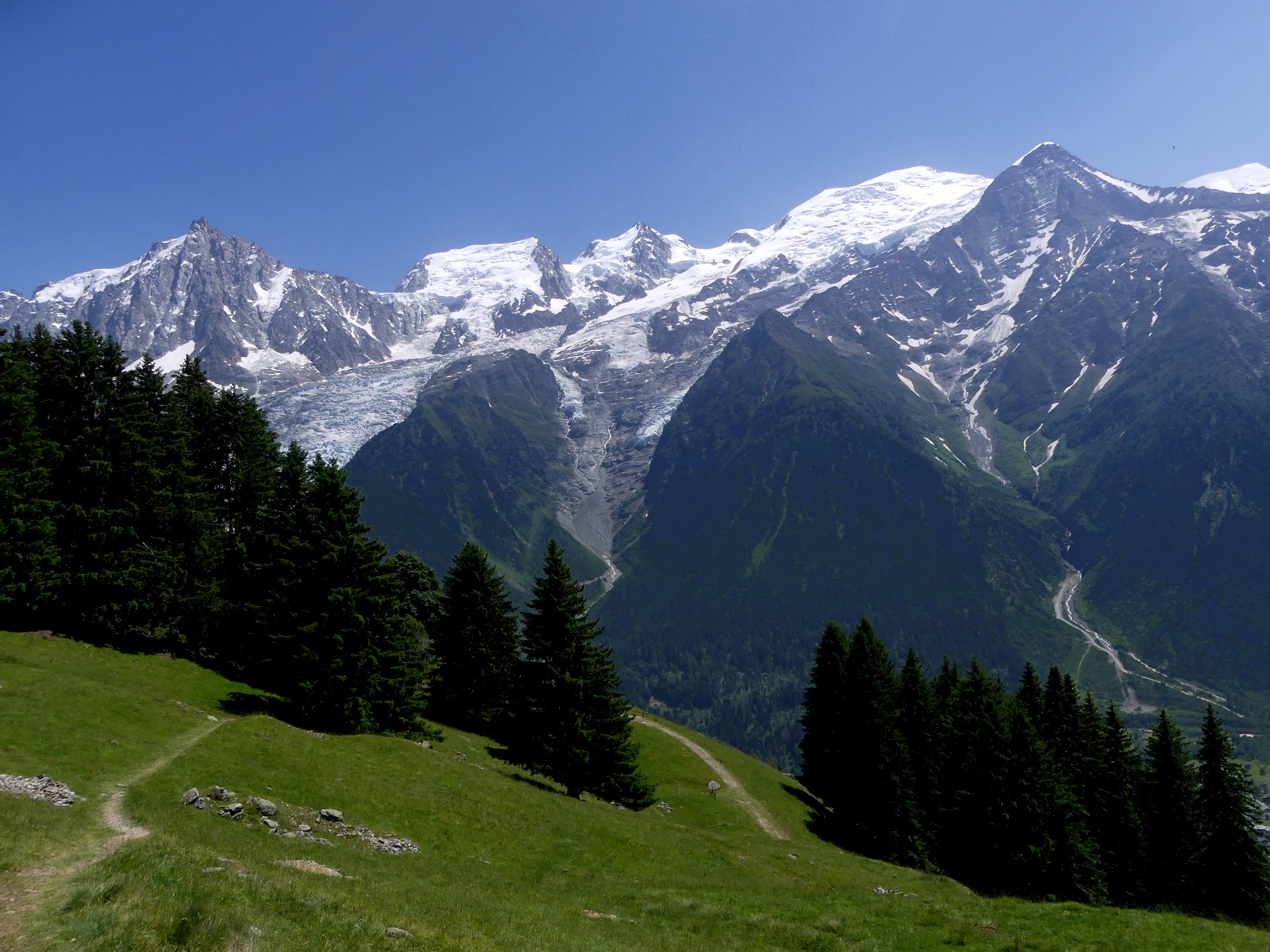
Le massif du Mont-Blanc depuis le parc.
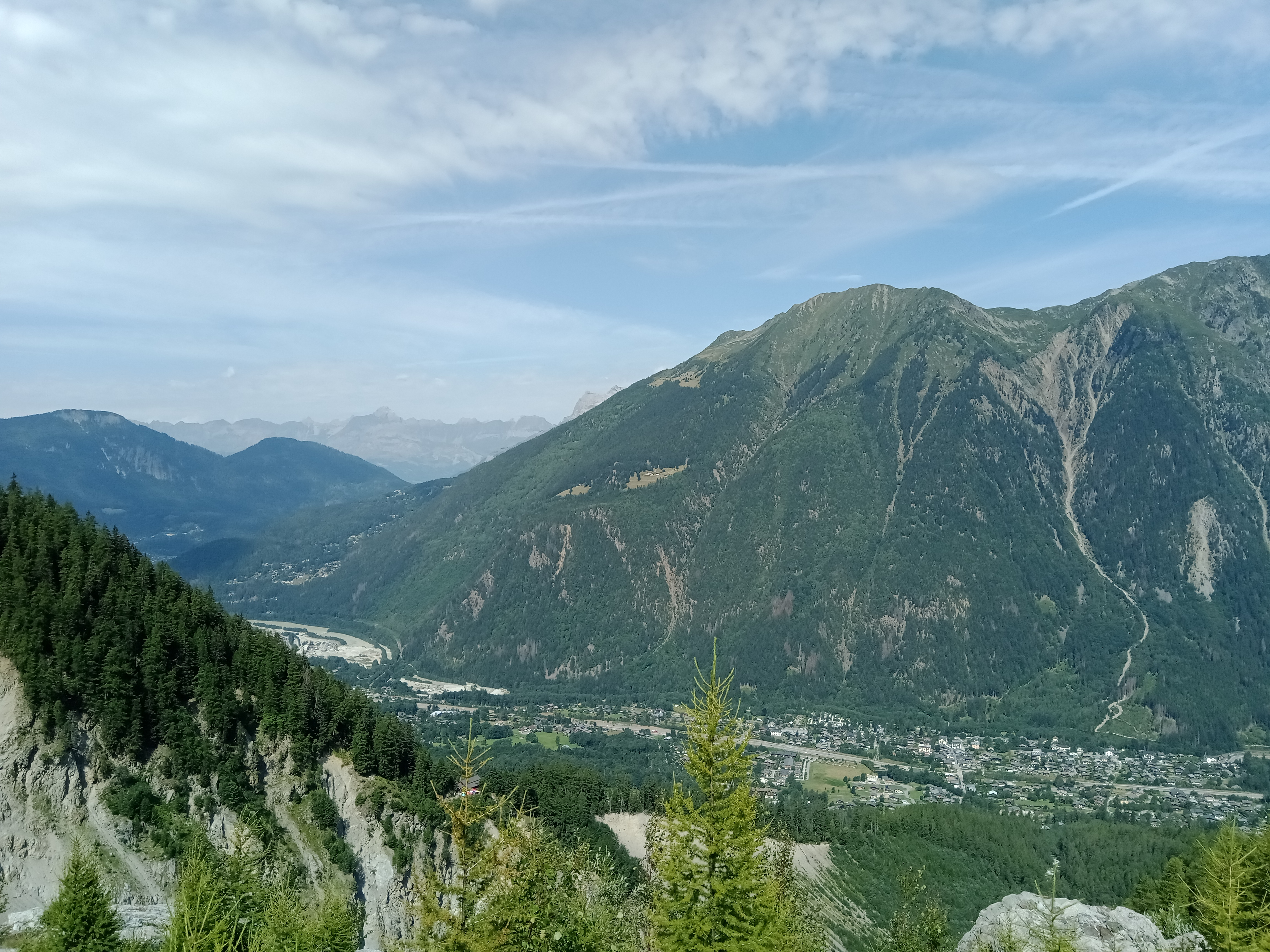
Le parc dans la forêt sous l'aiguillette du Brévent vu depuis le glacier des Bossons au sud-est.